# تاپیرنمایان
تاپیرنمایان (به لاتین: Helaletidae) یک خانواده منقرض‌شده از بالاخانوادهٔ تاپیرواران است که نزدیک به تاپیرهای راستین و احتمالاً اجدادی هستند که سردهٔ پیشاتاپیرها و همه فرزندان آنها را دربر می‌گیرد. در طبقه‌بندی‌های جایگزین، تاپیرنمایان به عنوان یک زیرخانواده (Helaletinae) در خانوادهٔ تاپیران (Tapiridae) در نظر گرفته می‌شود.
اعضای این خانواده با داشتن دندان‌های گونه‌ای بیلوفودنت کمتر در مقایسه با دیگر تاپیرواران تعریف می‌شوند.